# Абейку Кванса
Абейку Кванса (англ. Abeiku Quansah, нар. 2 листопада 1990, Кумасі) — ганський футболіст, нападник єгипетської «Ель-Гуни».
Насамперед відомий виступами за молодіжну збірну Гани, з якою ставав чемпіоном Африки та світу.

## Клубна кар'єра
Народився 2 листопада 1990 року в місті Кумасі. Вихованець футбольної школи клубу «Вінді Профешоналз». Дорослу футбольну кар'єру розпочав 2005 року в основній команді того ж клубу, в якій провів три сезони, взявши участь у 77 матчах чемпіонату.
Своєю грою за цю команду привернув увагу представників тренерського штабу клубу «Ніцца», до складу якого приєднався 4 листопада 2008 року. Відіграв за команду з Ніцци наступні три сезони своєї ігрової кар'єри, проте так і не зміг пробитися до основної команди.
До складу клубу «Арсенал» (Київ) приєднався в липні 2011 року. В першому ж сезоні відіграв за київських «канонірів» 7 матчів в національному чемпіонаті та допоміг команді зайняти п'яте місце в чемпіонаті і вперше в своїй історії потрапити в Єврокубки. Після розформування клубу в кінці 2013 року отримав статус вільного агента.
25 січня 2014 року підписав контракт з єгипетською «Ель-Гуною».

## Виступи за збірні
2006 року дебютував у складі юнацької збірної Гани, разом з якою брав участь у юнацькому чемпіонаті Африки 2007 року, де здобув з командою брону, та юнацькому чемпіонаті світу 2007 року, де здобув з командою четверте місце. Всього взяв участь у 16 іграх на юнацькому рівні.
Протягом 2008–2009 років залучався до складу молодіжної збірної Гани, разом з якою грав на молодіжній першості Африки 2009 року. У тому ж році він брав участь на чемпіонаті світу серед молодіжних команд, де Гана стала найсильнішою збірною у світі, а Абейку зіграв у шести матчах і забив переможний гол в півфіналі в ворота угорців.

## Досягнення
- Чемпіон Африки (U-20): 2009
- Чемпіон світу (U-20): 2009